# Pascale Bordes
Ne doit pas être confondu avec Pascale Bories.
Pour les articles homonymes, voir Bordes.
Pascale Bordes, née le 15 octobre 1961 à Bagnols-sur-Cèze (Gard), est une avocate et femme politique française.
Membre du Rassemblement national, elle est élue députée dans la 3e circonscription du Gard lors des élections législatives de 2022 et réélue lors des élections législatives de 2024. Elle siège au sein du groupe RN et est membre de la commission des Lois de l'Assemblée nationale.
Elle est également conseillère municipale de Bagnols-sur-Cèze depuis 2020.

## Biographie
Diplômée d'études approfondies en droit pénal et sciences criminelles de la faculté de droit de Montpellier, spécialisée en droit de la famille, elle s'inscrit au barreau de Nîmes en 1986, avant de s'installer à nouveau à Bagnols-sur-Cèze en 2004.
En 2020, elle est élue conseillère municipale de Bagnols sur la liste emmenée par Corine Martin.
L'année suivante, elle est candidate aux départementales dans le canton de Redessan en tandem avec Jean-Marie Launay, mais est battue par Gérard Blanc et Muriel Dherbecourt.
Elle est élue députée sous la bannière du Rassemblement national pour la 3e circonscription du Gard en 2022, avec 51,32 % des voix, battant ainsi le député sortant Anthony Cellier (48,68 %). Sa suppléante est Catherine Dellong-Meng, établie aux Angles. Elle est réélue en 2024.

## Polémiques
Elle a comparé implicitement, en citant Bertolt Brecht, la lutte contre le burkini à la lutte contre le nazisme.
En juin 2025, le site d'information Les Jours révèle qu'elle fait partie d'un groupe Facebook contenant de nombreux propos racistes, antisémites et homophobes.